# Charles Pratt
Charles Pratt (ochrzczony 21 marca 1714 w Kensington, zm. 18 kwietnia 1794) – brytyjski prawnik, sędzia i polityk, członek stronnictwa wigów, prokurator generalny, lord kanclerz i przewodniczący Sądu Spraw Pospolitych.

## Wczesne lata życia
Pratt pochodził ze starej szlacheckiej rodziny wywodzącej się z hrabstwa Devon. Był trzecim synem Johna Pratta, przewodniczącego Sądu Ławy Królewskiej w czasach króla Jerzego I. Matka Charlesa, Elizabeth, była córką wielebnego Hugh Lewisa z Trefeglwys. Charles kształcił się w Eton College, gdzie zaprzyjaźnił się z Williamem Pittem Starszym, oraz w King’s College na Uniwersytecie Cambridge. W tym czasie zainteresował się prawem konstytucyjnym i wolnościami obywatelskimi. W 1735 r. ukończył studia z tytułem bakałarza sztuk. W 1728 r. rozpoczął pracę w korporacji Middle Temple, a w 1738 r. został powołany do korporacji prawniczej.

## Kariera prawnicza
Początkowo praktykował w sądach common law oraz w okręgu zachodnim. Ponieważ jego kariera rozwijała się powoli, Pratt chciał porzucić prawo na rzecz kariery w Kościele. Ostatecznie jego przyjaciel, sir Robert Henley, przekonał go aby pozostał przy prawie. Wkrótce Pratt rozpoczął pracę jako jeden z pomocników Henleya. 5 października 1749 r. poślubił Elizabeth Jeffreys, córkę Nicholasa Jeffreysa. Miał z nią jednego syna (Johna Jeffreysa) i cztery córki, z których najstarsza, Frances, poślubiła 1. markiza Londonderry.
Sprawą, która zwróciła na Pratta uwagę opinii publicznej była sprawa Rex v. Owen z 1752 r. William Owen był wydawcą, który opublikował książkę The Case of Alexander Murray, Esq; in an Appeal to the people of Great Britain. Książka ta została potępiona przez Izbę Gmin jako „publiczne znieważenie władzy państwowej”. Sprawa znalazła swój finał w sądzie. Pratt był tam obrońcą Owena i, wbrew stanowisku sędziego, przekonał ławę przysięgłych do oddalenia zarzutów przeciwko Owenowi. W 1755 r. został Radcą Króla.

## Początki kariery politycznej
Od czasów nauki w Eton Pratt pozostawał w kontakcie z Williamem Pittem, który często konsultował się z nim w kwestiach prawnych i konstytucyjnych. Pratt związał się w grupą krytyków rządu księcia Newcastle, która spotykała się w Leicester House, rezydencji księcia Walii. W 1756 r. Newcastle zaoferował Prattowi stanowisko sędziego, ale Pratt wolał objąć funkcję prokuratora generalnego księcia Walii.
W lipcu 1757 r. powstał koalicyjny rząd złożony ze zwolenników księcia Newcastle i Williama Pitta. Dzięki staraniom tego ostatniego Pratt został mianowany prokuratorem generalnym. Jego nominacja została dokonana kosztem radcy generalnego Charlesa Yorke’a, związanego z księciem Newcastle. Współpraca między obu najwyższymi urzędnikami prawnymi Korona nie układała się dobrze, jednak udało im się wydać wspólną opinię na prośbę Kompanii Wschodnioindyjskiej, rozróżniającej terytoria zamorskie podbite zbrojnie i zajęte drogą układów pokojowych. Uznano w niej, że oba terytoria są podległe Wielkiej Brytanii, a, ale te pierwsze w całości należą do Korony.
Równocześnie z uzyskaniem stanowiska w rządzie Pratt został wybrany do Izby Gmin jako reprezentant okręgu Downton. Nie brał jednak aktywnego udziału w pracach parlamentu. W 1758 r. zgłosił projekt poprawki do Habeas Corpus Act, który rozciągał obowiązek okazania nakazu sądowego na sprawy polityczne i cywilne. Mimo poparcia Pitta Izba Lordów odrzuciła poprawkę. W tym samym czasie Pratt z powodzeniem rozwijał swoją karierę prawniczą.
Jako prokurator generalny Pratt oskarżał w sprawie Florence Hensey, Irlandki, która szpiegowała na rzecz Francji oraz Johna Shebbeare’a, który opublikował Letters to the People of England i został oskarżony o publiczne krytykowanie władzy państwowej. W 1760 r. doprowadził do procesu lorda Ferrersa, powieszonego później za zamordowanie swojego służącego.

## W Sądzie Spraw Pospolitych
Pitt opuścił rząd w październiku 1761 r., przez co Pratt utracił swojego politycznego patrona. Sam jednak już w styczniu 1762 r. oddał mandat deputowanego i został przewodniczącym Sądu Spraw Pospolitych. Otrzymał wówczas zwyczajowy tytuł szlachecki i miejsce w Tajnej Radzie.
Sąd Spraw Pospolitych zajmował się głównie sprawami cywilnymi, jednak Pratt zajmował się wówczas także sprawami o znaczeniu dla ustroju państwa. 30 kwietnia 1763 r. aresztowano pod zarzutem publicznej krytyki władzy na łamach The North Briton nr 45 deputowanego Johna Wilkesa. Sprawa traciła przed Sąd Spraw Pospolitych i Pratt nakazał wypuszczenie Wilkesa, jako że immunitet deputowanego chronił go przed aresztowaniem w takiej sprawie. Pratt podważył też legalność nakazu aresztowania, wystawionego bez podania nazwisk i obejmującego wszystkich biorących udział w publikacji gazety. Wywołało to falę pozwów przeciwko urzędników i zasądzenie na rzecz aresztowanych wysokich odszkodowań. Postawa Pratta w sprawie Wilkesa zdobyła mu popularność w kręgach londyńskich radykałów.
W 1765 r. Pratt wydał orzeczenie w sprawie Entinck v. Carrington. John Entinck był pisarzem, którego dom został bezprawnie przeszukany. Pratt uznał przeszukanie za nielegalne i postawił wymóg, aby takie działania podejmowane były z upoważnienia ustawowego lub na podstawie common law.
17 lipca 1765 r. Pratt otrzymał tytuł 1. barona Camden i zasiadł w Izbie Lordów. Premier Rockingham doprowadził do tej nominacji mając nadzieję i Pratt i inni stronnicy Pitta poprą rząd w sprawie Stamp Act. Camden jednak poparł stanowisko kolonii amerykańskich, które domagały się, aby w organach nakładających na nich nowe podatki zasiadali ich przedstawiciele.

## Lord kanclerz
W maju 1766 r. Pitt (teraz już lord Chatham) stanął na czele brytyjskiego rządu. 30 lipca Camden otrzymał stanowisko lorda kanclerza. W tym czasie Camden stał na czele Sądu Kanclerskiego i tylko jeden wydany w tym czasie wyrok został uchylony w drugiej instancji. W 1768 r. ponownie orzekał w Izbie Lordów w sprawie Johna Wilkesa, tym razem odrzucając jego apelację.
Klęska nieurodzaju w 1766 r. spowodowała w Wielkiej Brytanii wzrost cen zboża i klęskę głodu. Jako jedyne wyjście z tej sytuacji uznano zakaz eksportu zboża. Obowiązujący zakaz wygasł jednak 26 sierpnia. Nie można było go przedłużyć, gdyż posiadający prawo do tego parlament miał przerwę między sesjami. Pitt i Camden wezwali wówczas Tajną Radę, aby wprowadziła ten zakaz drogą królewskiego dekretu. Wywołało to natychmiastową reakcję parlamentu, który oskarżył Pitta i Camdena o tyranię. Camden próbował przekonać parlament o konieczności podjęcia tego niezgodnego z prawem kroku, ale rząd został ostatecznie zmuszony do odwołania zakazu. Sprawę tę nazwano okresem „40-dniowej tyranii”.
W 1767 r. Camden poparł ustawy Townshenda, wprowadzające cła od wielu towarów importowanych do amerykańskich kolonii. Później jednak nawoływał do bardziej ugodowej polityki wobec kolonii i przyznania im większej autonomii podatkowej. Był również jednym z nielicznych członków gabinetu, którzy zagłosowali za zniesieniem cła na herbatę. W 1768 r. ponownie został związany ze sprawę Wilkesa, który został wówczas wybrany do Izby Gmin ku niezadowoleniu nowego premiera, księcia Grafton. Rząd podjął wówczas kroki zmierzające do usunięcia Wilkesa z parlamentu, czemu Camden się sprzeciwiał. W styczniu 1770 r. poparł zgłoszony przez lorda Chathama sprzeciw wobec polityki rządu w sprawie Wilkesa. 17 stycznia na żądanie króla Jerzego III został zdymisjonowany.

## Dalsze lata
W okresie rządów lorda Northa w latach 1770–1782, Camden pozostał politykiem opozycji. Nie brał jednak aktywnego udziału w pracach parlamentu z powodu swoich chłodnych relacji z liderem opozycji w izbie wyższej, lordem Shelburne’em. Sprzeciwiał się rozszerzeniu Royal Marriages Act z 1772 r. na wszystkich potomków Jerzego II, uznając to rozwiązanie za niepraktyczne. W sprawach dotyczących zniesławienia opowiadał się za przyznaniem ławie przysięgłych prawa do orzekania co jest zniesławieniem, a co nie. Po wybuchu wojny o niepodległość Stanów Zjednoczonych Camden krytykował podatki, które stały się przyczyną wojny. Sprzeciwiał się również siłowemu rozwiązaniu konfliktu z kolonistami.
Camden powrócił do gabinetu w 1782 r. obejmując stanowisko Lorda Przewodniczącego Rady w drugim rządzie Rockinghama. Pozostał na tym stanowisku także kiedy premierem został Shelburne. Zrezygnował w 1783 r., kiedy Izba Gmin odrzuciła proponowane warunki pokoju ze Stanami Zjednoczonymi. Kiedy w grudniu 1783 r. premierem został William Pitt Młodszy, Camden po kilku miesiącach ponownie został Lordem Przewodniczącym Rady. W 1786 r. otrzymał tytuł 1. hrabiego Camden i wicehrabiego Bayham.
Popierał projekt reformy parlamentarnej Pitta z 1785 r. oraz reformy w Irlandii. Z biegiem czasu coraz rzadziej uczestniczył w posiedzeniach gabinetu z powodu złego stanu zdrowia. Zmarł podczas pełnienia urzędu w 1794 r. Tytuły parowski odziedziczył jego najstarszy syn.